# Ariel Hernández (baseball)
Ariel Hernández (né le 2 mars 1992 à Saint-Domingue, République dominicaine) est un lanceur droitier qui a joué pour les Reds de Cincinnati de la Ligue majeure de baseball en 2017.

## Carrière
Ariel Hernández signe son premier contrat professionnel avec les Giants de San Francisco et joue cinq saisons de ligues mineures avec des clubs leur étant affiliés, de 2009 à 2013. Récupéré par les Diamondbacks de l'Arizona, il joue dans leur organisation en 2015 mais, encore une fois, ne dépasse pas le niveau recrues des ligues mineures. Après un bref passage en 2015 dans le baseball indépendant, il joue pour la première fois une saison complète dans le baseball professionnel en 2016 avec des clubs mineurs des Reds de Cincinnati. Malgré un nombre élevé de buts sur balles accordés, Hernández est remarqué dans les mineures pour la qualité de sa balle courbe.
Il fait ses débuts dans le baseball majeur comme lanceur de relève pour les Reds de Cincinnati le 24 avril 2017.